# Carl Enckell (militär)
Carl Enckell, född 1839, död 1921, var en finsk militär i rysk tjänst. Han var far till diplomaten Carl Enckell. 
Enckell blev officer i rysk tjänst 1858, deltog som generalstabsofficer i Rysk-turkiska kriget 1877–78. Han var därefter fördragande för finska militärärenden hos ryska krigsministern 1881–85, direktor för Finska kadettkåren 1885–1903, och blev generallöjtnant 1894. Enckell har bland annat utgett en historik över Finska kadettkåren 1812–1887.